# Kunlun Fight
Le Kunlun Fight, est une promotion internationale de kick-boxing fondée en 2014 en Chine,.

## Événements
| No. | Date              | Événement                          | Lieu | Ville                      |
| --- | ----------------- | ---------------------------------- | ---- | -------------------------- |
| 93  | 9 septembre 2018  | Kunlun Fight 76                    |      | Zhangqiu, Chine            |
| 92  | 5 août 2018       | Kunlun Fight 75                    |      | Sanya, Hainan, Chine       |
| 91  | 1er juin 2018     | Kunlun Fight Macao                 |      | Macao, SAR, Chine          |
| 90  | 26 mai 2018       | Kunlun Fight World Tour: Russia    |      | Khabarovsk, Russie         |
| 89  | 13 mai 2018       | Kunlun Fight 74                    |      | Zhangqiu, Chine            |
| 88  | 6 mai 2018        | Kunlun Fight 73                    |      | Sanya, Hainan, Chine       |
| 87  | 15 avril 2018     | Kunlun Fight 72                    |      | Pékin, Chine               |
| 86  | 1er avril 2018    | Kunlun Fight 71                    |      | Qingdao, Chine             |
| 85  | 11 mars 2018      | Kunlun Fight 70                    |      | Sanya, Hainan, Chine       |
| 84  | 4 février 2018    | Kunlun Fight 69                    |      | Guiyang, Chine             |
| 83  | 17 décembre 2017  | Kunlun Fight 68                    |      | Zunyi, Chine               |
| 82  | 12 novembre 2017  | Kunlun Fight 67                    |      | Sanya, Hainan, Chine       |
| 81  | 5 novembre 2017   | Kunlun Fight 66                    |      | Wuhan, Chine               |
| 80  | 28 octobre 2017   | Kunlun Fight MMA 16                |      | Melbourne, Australie       |
| 79  | 3 octobre 2017    | Kunlun Fight MMA 15                |      | Alxa, Chine                |
| 78  | 28 août 2017      | Kunlun Fight MMA 14                |      | Qingdao, Chine             |
| 77  | 27 août 2017      | Kunlun Fight 65                    |      | Qingdao, Chine             |
| 76  | 15 juillet 2017   | Kunlun Fight 64                    |      | Chongqing, Chine           |
| 75  | 6 juillet 2017    | Kunlun Fight MMA 13                |      | Qingdao, Chine             |
| 74  | 24 juin 2017      | Kunlun Fight 63                    |      | Sanya, Hainan, Chine       |
| 73  | 10 juin 2017      | Kunlun Fight 62                    |      | Bangkok, Chine             |
| 72  | 1er juin 2017     | Kunlun Fight MMA 12                |      | Dolon Nor (en), Chine      |
| 71  | 14 mai 2017       | Kunlun Fight 61                    |      | Sanya, Hainan, Chine       |
| 70  | 4 mai 2017        | Kunlun Fight MMA 11                |      | Shandong, Chine            |
| 69  | 23 avril 2017     | Kunlun Fight 60                    |      | Guizhou, Chine             |
| 68  | 10 avril 2017     | Kunlun Fight MMA 10                |      | Pékin, Chine               |
| 67  | 25 mars 2017      | Kunlun Fight 59                    |      | Sanya, Hainan, Chine       |
| 66  | 11 mars 2017      | Kunlun Fight 58                    |      | Rome, Italie               |
| 65  | 26 février 2017   | Kunlun Fight 57                    |      | Sanya, Hainan, Chine       |
| 64  | 25 février 2017   | Kunlun Fight MMA 9                 |      | Sanya, Hainan, Chine       |
| 63  | 2 janvier 2017    | Kunlun Fight MMA 8                 |      | Sanya, Hainan, Chine       |
| 62  | 1er janvier 2017  | Kunlun Fight 56                    |      | Sanya, Hainan, Chine       |
| 61  | 15 décembre 2016  | Kunlun Fight MMA 7                 |      | Pékin, Chine               |
| 60  | 10 décembre 2016  | Kunlun Fight 55                    |      | Qingdao, Chine             |
| 59  | 30 octobre 2016   | Kunlun Fight 54                    |      | Hubei, Chine               |
| 58  | 21 octobre 2016   | Kunlun Fight - Cage Fight Series 6 |      | Yiwu, Chine                |
| 57  | 24 septembre 2016 | Kunlun Fight 53                    |      | Pékin, Chine               |
| 56  | 11 septembre 2016 | Kunlun Fight 52                    |      | Fuzhou, Chine              |
| 55  | 10 septembre 2016 | Kunlun Fight 51                    |      | Fuzhou, Chine              |
| 54  | 20 août 2016      | Kunlun Fight 50                    |      | Jinan, Chine               |
| 53  | 7 août 2016       | Kunlun Fight 49                    |      | Tokyo, Japon               |
| 52  | 31 juillet 2016   | Kunlun Fight 48                    |      | Jining, Chine              |
| 51  | 10 juillet 2016   | Kunlun Fight 47                    |      | Nanjing, Chine             |
| 50  | 26 juin 2016      | Kunlun Fight 46                    |      | Kunming, Chine             |
| 49  | 5 juin 2016       | Kunlun Fight 45                    |      | Chengdu, Chine             |
| 48  | 22 mai 2016       | Kunlun Fight - Cage Fight Series 5 |      | Séoul, Corée du Sud        |
| 47  | 14 mai 2016       | Kunlun Fight 44                    |      | Khabarovsk, Russie         |
| 46  | 23 avril 2016     | Kunlun Fight 43                    |      | Zhoukou, Chine             |
| 45  | 9 avril 2016      | Kunlun Fight 42                    |      | Xining, Chine              |
| 44  | 8 avril 2016      | Kunlun Fight 41                    |      | Xining, Chine              |
| 43  | 25 mars 2016      | Kunlun Fight 40                    |      | Tongling, Chine            |
| 42  | 20 mars 2016      | Kunlun Fight 39                    |      | Dongguan, Chine            |
| 41  | 21 février 2016   | Kunlun Fight 38                    |      | Pattaya, Thaïlande         |
| 40  | 23 janvier 2016   | Kunlun Fight 37                    |      | Sanya, Chine               |
| 39  | 9 janvier 2016    | Kunlun Fight 36                    |      | Shanghai, Chine            |
| 38  | 19 décembre 2015  | Kunlun Fight 35                    |      | Luoyang, Chine             |
| 37  | 21 novembre 2015  | Kunlun Fight 34                    |      | Shenzhen, Chine            |
| 36  | 31 octobre 2015   | Kunlun Fight 33                    |      | Changde, Chine             |
| 35  | 28 octobre 2015   | Kunlun Fight 32                    |      | Dazhou, Chine              |
| 34  | 4 octobre 2015    | Kunlun Fight - Cage Fight Series 4 |      | Astana, Kazakhstan         |
| 33  | 28 septembre 2015 | Kunlun Fight 31                    |      | Bangkok, Thaïlande         |
| 32  | 4 septembre 2015  | Kunlun Fight 30                    |      | Zhoukou, Chine             |
| 31  | 15 août 2015      | Kunlun Fight 29                    |      | Sotchi, Russie             |
| 30  | 19 juillet 2015   | Kunlun Fight 28                    |      | Nanjing, Chine             |
| 29  | 18 juillet 2015   | Kunlun Fight 27                    |      | Nanjing, Chine             |
| 28  | 7 juin 2015       | Kunlun Fight 26                    |      | Chongqing, Chine           |
| 27  | 6 juin 2015       | Kunlun Fight - Cage Fight Series 3 |      | Chongqing, Chine           |
| 26  | 15 mai 2015       | Kunlun Fight 25                    |      | Banská Bystrica, Slovaquie |
| 25  | 2 mai 2015        | Kunlun Fight 24                    |      | Vérone, Italie             |
| 24  | 26 avril 2015     | Kunlun Fight 23                    |      | Changsha, Chine            |
| 23  | 12 avril 2015     | Kunlun Fight 22                    |      | Changde, Chine             |
| 22  | 4 avril 2015      | Kunlun Fight - Cage Fight Series 2 |      | Almaty, Kazakhstan         |
| 21  | 17 mars 2015      | Kunlun Fight 21                    |      | Sanya, Chine               |
| 20  | 8 mars 2015       | Kunlun Fight 20                    |      | Pékin, Chine               |
| 19  | 1er février 2015  | Kunlun Fight 19                    |      | Guangzhou, Chine           |
| 18  | 18 janvier 2015   | Kunlun Fight 18                    |      | Nanjing, Chine             |
| 17  | 17 janvier 2015   | Kunlun Fight 17                    |      | Nanjing, Chine             |
| 16  | 4 janvier 2015    | Kunlun Fight 16                    |      | Nanjing, Chine             |
| 15  | 3 janvier 2015    | Kunlun Fight 15                    |      | Nanjing, Chine             |
| 14  | 4 décembre 2014   | Kunlun Fight 14                    |      | Bangkok, Thaïlande         |
| 13  | 16 novembre 2014  | Kunlun Fight 13                    |      | Hohhot, Chine              |
| 12  | 26 octobre 2014   | Kunlun Fight 12                    |      | Jianshui, Chine            |
| 11  | 5 octobre 2014    | Kunlun Fight 11                    |      | Macao, Chine               |
| 10  | 13 septembre 2014 | Kunlun Fight 10                    |      | Minsk, Biélorussie         |
| 9   | 31 août 2014      | Kunlun Fight 9                     |      | Shangqiu, Chine            |
| 8   | 24 août 2014      | Kunlun Fight 8                     |      | Xining, Chine              |
| 7   | 27 juillet 2014   | Kunlun Fight 7                     |      | Zhoukou, Chine             |
| 6   | 29 juin 2014      | Kunlun Fight 6                     |      | Chongqing, Chine           |
| 5   | 1er juin 2014     | Kunlun Fight 5                     |      | Leshan, Chine              |
| 4   | 27 avril 2014     | Kunlun Fight 4                     |      | Manille, Philippines       |
| 3   | 30 mars 2014      | Kunlun Fight 3                     |      | Harbin, Chine              |
| 2   | 16 février 2014   | Kunlun Fight 2                     |      | Zhengzhou, Chine           |
| 1   | 25 janvier 2014   | Kunlun Fight 1                     |      | Pattaya, Thaïlande         |

## Combattants remarquables
- Artur Kyshenko
- Buakaw Banchamek[4]
- Albert Kraus
- Andy Souwer
- Fabio Pinca
- Anissa Meksen